# Julie Rudbæk
Julie Rudbæk (født 19. august 1987) er en dansk skuespiller, manuskriptforfatter, instruktør og tilrettelægger. I samarbejde med Jesper Zuschlag har Rudbæk instrueret danske tv-serier og film som Generation SoMe!, 29 (2018-2021), Elsker dig for tiden (2022) og Bag enhver mand (2023), hvori hun selv også medvirker som skuespiller. Derudover har hun medvirket i danske serier som Minkavlerne (2019-2023), Sommerdahl (2020-2021) og Orkestret (2022).
Rudbæk har en uddannelse fra Det Danske Filmskuespillerakademi i 2009.
Rudbæk medvirkede i 2022 i sjette sæson af TV 2s underholdningsprogram Stormester.

## Filmografi

### Film
| År   | Titel                | Rolle      | Krediteret som | Krediteret som |
| År   | Titel                | Rolle      | Instruktør     | Skuespiller    |
| ---- | -------------------- | ---------- | -------------- | -------------- |
| 2010 | Karla og Jonas       | Frisørelev | Nej            | Ja             |
| 2019 | Selvhenter           | Signe      | Nej            | Ja             |
| 2022 | Elsker dig for tiden | Anna       | Ja             | Ja             |

### Serier
| År        | Titel                                 | Rolle            | Krediteret som | Krediteret som |
| År        | Titel                                 | Rolle            | Instruktør     | Skuespiller    |
| --------- | ------------------------------------- | ---------------- | -------------- | -------------- |
| 2008      | Normalerweize                         | Annies datter    | Nej            | Ja             |
| 2011      | Store Stygge Ulf Show                 | Flere roller     | Nej            | Ja             |
| 2011      | Carmen og Colombo                     | Pige i pølsevogn | Nej            | Ja             |
| 2012      | Den Bitre Ende: Med Bruun og Trangbæk | Flere roller     | Nej            | Ja             |
| 2012      | Kolonien                              | Flere roller     | Nej            | Ja             |
| 2013      | Kødkataloget                          |                  | Nej            | Ja             |
| 2015      | Klaes the Roommate                    | Trine            | Nej            | Ja             |
| 2017      | Generation SoMe                       | Flere roller     | Ja             | Ja             |
| 2018      | Kriger                                | Henriette        | Nej            | Ja             |
| 2018-2021 | 29                                    | Julie            | Ja             | Ja             |
| 2020-2021 | Sommerdahl                            | Bellahøj         | Nej            | Ja             |
| 2022      | Orkestret                             | Mette            | Nej            | Ja             |
| 2020-2023 | Hvorfor snakker vi ikke om mig?       | Flere roller     | Nej            | Ja             |
| 2019-2023 | Minkavlerne                           | Rebekka          | Nej            | Ja             |
| 2023      | Bag enhver mand                       | Naja Rasmussen   | Ja             | Ja             |